# جيرالد إم. لوري
جيرالد إم. لوري (بالإنجليزية: Gerald M. Lawrie)‏ هو جراح أسترالي وأمريكي، ولد في 15 أكتوبر 1945 في مورويلومباه ‏ في أستراليا.